# 電子地域通貨
電子地域通貨（でんしちいきつうか）は、市町村の地域一帯で、従来の商品券やクーポン券にかわり、スマートフォンのアプリと参加店における決済端末などをセットにして、商品やサービスのやり取りを行える、その地域においての経済活動を担った電子通貨である。

## 概要
地産地消や地方創生、地域コミュニティの活性を企図している。

### 実例
- 千葉県木更津市のアクアコイン[1]においては、アプリのダウンロード数は1万件を突破していると同時に、利用可能店舗数は317店[2]にも及んでいる。

- 岐阜県高山市・飛騨市・白川村の地域においてはさるぼぼコイン[3]が利用できる。

- 東京都世田谷区下北沢ではシモキタコイン[4]が利用できる。
- 新潟県の佐渡島ではだっちゃコイン[5]が利用できる。
- 静岡県西伊豆町では、サンセットコインを導入、単位は"ユーヒ"（1ユーヒ=1円）[6]。釣り・漁業による地域活性を目指す株式会社ウオーが同町と協働して、観光客が釣った魚を西伊豆町内の魚市場がサンセットコインで買い取るサービス「ツッテ西伊豆」を実施している[7][8][9]。